# Beniamino Dal Fabbro
Beniamino Dal Fabbro (Belluno, 14 agosto 1910 – Milano, 25 agosto 1989) è stato un poeta, scrittore, critico musicale e traduttore italiano. Intellettuale di vaglia del panorama italiano del secondo dopoguerra, ha collaborato con vari quotidiani e ha tradotto opere di Flaubert, Baudelaire, Valéry, Proust, Rilke, Camus, e altri.

## Biografia
Nato a Belluno, presto si deve trasferire a Firenze con la famiglia per via della prima guerra mondiale. Ivi compie parte dei suoi studi, studiando pianoforte, frequentando poi il Liceo classico a Belluno e la Facoltà di Giurisprudenza all'Università degli Studi di Padova, ove si laurea nel 1933. A Milano entra a far parte del mondo della letteratura e dell'arte, e dopo la guerra inizia a lavorarvi stabilmente, scrivendo di critica musicale per Milano Sera dal 1947 al 1954. 
Conoscitore della letteratura francese, si dedica alla traduzione degli scritti di alcuni fra gli autori maggiormente in vista di tale cultura, sia a lui coevi che del passato. Tra le sue attività si annovera anche quella di pittore, e le sue opere poetiche sono riconducibili all'ermetismo.
Nel 1955 conosce Gigliola Beratto (1928-2012), cui rimarrà legato per il resto della vita; nel 1956 inizia il suo sodalizio con Il Giorno, che terminerà nel 1964. 
Nel 1966 vince ex aequo con Giuseppe Ungaretti il Premio riviera dei marmi. Dal 1968 al 1982 lavora per l'Avvenire, sempre occupandosi di critica musicale, di cui è esperto, grazie anche alla sua esperienza come pianista. Durante questo periodo gli viene assegnato il Premiolino (1979). Nel 1989 muore, provato da anni di salute malferma.

## Opere

### Poesie, romanzi e saggi
- Avvertimenti intorno alla poesia, Milano, Ed. Di Corrente, 1941
- Villapluvia e altre poesie, Firenze, Parenti, 1942
- Carme giovanile e frammenti, Modena, Guanda, 1943
- La gioventù perduta, Roma, Lettere d'oggi, 1943 (poi Milano, Bompiani, 1945)
- Epigrammi, Venezia, Cavallino, 1944
- Viaggio di contrizione, Padova, Le tre Venezie, 1945
- Tomea, Venezia, Edizioni del cavallino, 1945
- Discorso e Ode in morte di Paul Valéry, Milano, IEI, 1946
- Crepuscolo del pianoforte, Torino, Einaudi, 1951
- I bidelli del Walhalla: Ottocento maggiore e minore e altri saggi, Firenze, Parenti, 1954
- Descrizione di Orfeo, Milano, Epi, 1954
- Taccuino di Russia, Milano, All'insegna del pesce d'oro, 1955
- Gli orologi del Cremlino, Venezia, Neri Pozza, 1959
- I manoscritti di Verdi e di Puccini: una interpellanza al Senato della Repubblica, «Musica d'oggi», n. 2, a. IV, 1961
- Lettere a un provinciale, Milano, L. Ferriani, 1961
- I castelli di Remo Bianco, Milano, luglio 1961 (testo introduttivo in Remo Bianco. Pagode: Ricordi di un viaggio in Oriente, pieghevole mostra, Venezia, Galleria del Cavallino - Casinò Municipale, agosto 1961)
- Esperienza musicali di Jean Dubuffet, Venezia, Edizioni del cavallino, 1962
- I poeti e la gloria, Milano, editoriale Contra, 1965
- La cravatta bianca, Milano, Mondadori, 1965
- La sera armoniosa, Milano, Rizzoli, 1966
- Musica e verità: Diario 1939-1964, Milano, Feltrinelli, 1967
- Un autunno in Russia, Novara, Ist. geografico De Agostini, 1967
- Catabasi, Milano, Feltrinelli, 1969
- Etaoin: romanzo, Milano, Feltrinelli, 1971
- Mozart. La vita. Scritti e appunti 1945-1975, Milano, Feltrinelli, 1975
- Felix Mendelssohn, Milano, Fabbri editore, 1979
- (et alii), Scritti in onore dell'Istituto tecnico commerciale "Antonio Maria Jaci", Messina, Edas, 1982
- La luna è vostra. Poesie 1969-1989, a cura di Carlo Londero, Roma, Aracne, 2015

### Traduzioni
- Georges Rodenbach, Il regno del silenzio, 1942
- Paul Valéry, Gli incanti, 1942
- Gustave Flaubert, L'educazione sentimentale, 1944
- Stéphane Mallarmé, Il demone dell'analogia, 1944
- Vari (Baudelaire, Verlaine, Mallarmé, Rimbaud, Rilke). La sera armoniosa, 1944
- Gustave Flaubert, Novembre, 1945
- André Breton, Primo manifesto del surrealismo, 1945
- Marcel Proust, Malinconica villeggiatura, 1945
- Charles Baudelaire, Lettere alla madre, 1945
- Alain, Sistema delle arti, 1947
- Reiner Maria Rilke, Le rose, 1947
- Albert Camus, La peste, 1948
- Jules Supervielle, Il ladro di ragazzi; Il sopravvissuto, 1949
- Jean-Jacques Rousseau, Le passeggiate solitarie, 1954
- Paul Valéry, Poesie, 1962
- Benjamin Péret, Il disonore dei poeti 1966
- Patrick Waldberg, Sei fascicoli sull'arte moderna, 1966
- Paul Valéry, Degas Danza Disegno, 1980
- Paul Valéry, Scritti su Leonardo. Milano, 1984